# Гостя (фільм)
«Го́стя» (англ. The Host, досл. «Господи́ня») — американський романтичний фантастичний трилер режисера Ендрю Ніккола (також був сценаристом), що вийшов у березні 2013 року. Картину створено на основі роману «Господиня» Стефені Маєр.
Продюсуванням картини зайнялися Стефені Маєр, Паула Мей Шварц, Стів Шварц і Нік Векслер. Прем'єра в Україні відбулася 28 березня 2013 року.

## Сюжет
| Земля — у небезпеці! Наше місце скоро займуть Душі — позбавлені тілесної оболонки прибульці, що витісняють з людських тіл розум і замінюють його власним розумом. Велика частина людства вже загинула. Ті хто вижили жалюгідно ховаються щоб відкласти неминуче... Тепер Душа намагається захопити тіло юної Мелані. Проте відбувається несподіване: Мелані та її Душа змушені співіснувати в одному тілі. Гостя мала вистежити і видати землян-повстанців, з якими пов'язана Мелані, але вона допомагає своїй господині. |

## У ролях
| Актор              | Персонаж                                                     | Роль                                                                  |
| ------------------ | ------------------------------------------------------------ | --------------------------------------------------------------------- |
| Сірша Ронан        | Мелані Страйдер/Мандрівниця (англ. Melanie Stryder/Wanderer) | господиня Мандрівниці, що передає Мандрівниці своє кохання до Джареда |
| Макс Айронс        | Джаред Гоу (англ. Jared Howe)                                | коханий Мелані                                                        |
| Джейк Абель        | Ієн О'Шей (англ. Ian O'Shea)                                 | коханий Мандрівниці                                                   |
| Чендлер Кентербері | Джеймі Страйдер (англ. Jamie Stryder)                        | рідний брат Мелані                                                    |
| Френсіс Фішер      | Меґґі Страйдер (англ. Maggie Stryder)                        | тітка Мелані та Джеймі                                                |
| Діане Крюгер       | Шукач (англ. The Seeker)                                     |                                                                       |
| Вільям Герт        | Джеб Страйдер (англ. Jeb Stryder)                            | дядько Мелані та Джеймі, засновник підземного людського сховку        |
| Бойд Голбрук       | Кайл О'Шей (англ. Kyle O'Shea)                               | рідний брат Ієна. Головний ворог Мандрівниці                          |
| Скотт Лоуренс      | Док (англ. Doc)                                              | лікар                                                                 |
| Дж. Д. Евермор     | Тревор Стрідер (англ. Trevor Stryder)                        |                                                                       |
| Бокім Вудбайн      | Нейт (англ. Nate)                                            |                                                                       |
| Емілі Браунінг     | Ванда (англ. Wanda)                                          |                                                                       |

## Виробництво

### Розвиток
Продюсери Нік Векслер, Стів Шварц і Паула Мей Шварц придбали права на екранізацію The Host у вересні 2009 р., але Open Road Films пізніше також придбала права на екранізацію і зробила Стефані Маєр, Ніка Векслера, Стіва Шварца і Паулау Мей Шварц основними продюсерами. Ендрю Ніккол найнятий написати сценарій і зрежисувати фільм. У лютому 2011 р. Сусанна Вайт найнята, щоб замінити Ніккола на посаді режисера, але пізніше він відновив цей статус в травні 2011 р.
Сірша Ронан обрана у травні, як Мелані Страйдер/Мандрівниця. 27 червня дата релізу була призначена на 29 березня 2013 р., було також оголошено, що основне знімання почнуть в лютому 2012 р., в Луїзіані та Нью-Мексико.

### Реліз
Дистриб'ютором стала компанія Open Road Films, фільм вийшов в кінотеатрах 29 березня 2013 р. Перший офіційний трейлер випустили 22 березня 2012 р., його показали раніше, ніж Голодні ігри.
Фільм вийшов на DVD і Blu-Ray 9 липня 2013.

## Критика
Станом на 26 березня 2013 року рейтинг очікування фільму на сайті Rotten Tomatoes становив 93 % із 12,894 голосів, на сайті Кінострічка.com — 71 % (21 голос), на Kino-teatr.ua — 88 % (17 голосів).
Фільм отримав загалом змішані відгуки: Rotten Tomatoes дав оцінку 12 % на основі 82 відгуків від критиків (середня оцінка 3,7/10) і 65 % від глядачів із середньою оцінкою 3,5/5 (16,024 голосів), Internet Movie Database — 5,8/10 (2 995 голосів), Metacritic — 36/100 (26 відгуків критиків) і 6,1/10 від глядачів (12 голосів).